# E3 Harelbeke 2016
Das 59. E3 Harelbeke 2016 war ein Eintagesrennen in Belgien in der Region Flandern. Das Straßenradrennen fand am Karfreitag, den 25. März 2016, statt. Es gehörte zur UCI WorldTour 2016 und war das sechste von insgesamt 28 Rennen der Serie.

## Teilnehmende Mannschaften
| WorldTeams (18)- AG2R La Mondiale - Astana - BMC Racing Team - Cannondale - Dimension Data - Etixx-Quick Step - FDJ - Giant-Alpecin - IAM Cycling - Katusha - Lampre-Merida - Lotto NL-Jumbo - Lotto-Soudal - Movistar Team - Orica-GreenEDGE - Sky - Tinkoff - Trek-Segafredo Professional Continental Teams (7)- Bora-Argon 18 - Direct Énergie - Fortuneo-Vital Concept - Roompot-Oranje Peloton - Southeast-Venezuela - Topsport Vlaanderen-Baloise - Wanty-Groupe Gobert |
| |

## Rennergebnis
| #      | Fahrer              | Team                | Zeit       |
| ------ | ------------------- | ------------------- | ---------- |
| Sieger | Michał Kwiatkowski  | Team Sky            | 4h 49' 34" |
| 2.     | Peter Sagan         | Tinkoff             | +0' 04"    |
| 3.     | Ian Stannard        | Team Sky            | + 0' 11"   |
| 4.     | Fabian Cancellara   | Trek-Segafredo      | gl. Zeit   |
| 5.     | Jasper Stuyven      | Trek-Segafredo      | gl. Zeit   |
| 6.     | Lars Boom           | Astana Pro Team     | gl. Zeit   |
| 7.     | Tiesj Benoot        | Lotto Soudal        | gl. Zeit   |
| 8.     | Sep Vanmarcke       | Team Lotto NL-Jumbo | gl. Zeit   |
| 9.     | Jean-Pierre Drucker | BMC Racing Team     | gl. Zeit   |
| 10.    | Daniel Oss          | BMC Racing Team     | gl. Zeit   |